# Serie Final de la Liga Nacional de Baloncesto 2018
La Serie Final de la Liga Nacional de Baloncesto 2018 fue la serie definitiva para la Liga Nacional de Baloncesto 2018. Los campeones del Circuito Norte, los Reales de La Vega derrotaron a los campeones del Circuito Sureste, los Cañeros del Este en 6 partidos (4-2).
Esta fue la tercera aparición en la Serie Final para los Reales, siendo esta su primera aparición desde 2008. Por el otro lado, esta es la cuarta aparición en la Serie Final para los Cañeros (y primera desde 2015), resultando victoriosos en 2010 y 2012. Esta fue la primera vez que estos equipos se enfrentan en la Serie Final de la Liga Nacional de Baloncesto.
La serie se disputó miércoles, viernes y domingo, del 8 al 19 de agosto de 2018. El formato local/visitante de la serie fue el utilizado desde 2011, el formato de ida y vuelta (En La Vega se disputaron los partidos 1, 3 y 5, mientras que en La Romana se jugaron los partidos 2, 4 y 6).

## Trayectoria hasta la Serie Final
Estos son los resultados de ambos equipos desde el comienzo de la temporada:
| Circuito | Equipo            | Serie regular          | Serie Final de Circuito                                  |
| -------- | ----------------- | ---------------------- | -------------------------------------------------------- |
| Norte    | Reales de La Vega | 10-8 (2º del circuito) | Derrotaron a los Indios de San Francisco de Macorís, 3-1 |
| Sureste  | Cañeros del Este  | 9-9 (1º del circuito)  | Derrotaron a los Leones de Santo Domingo, 3-0            |

## Enfrentamientos en serie regular
La serie regular entre estos equipos quedó 2-0 en favor de los Reales, ganando tanto de visitante como de local.
| 25 de junio de 2018 | Cañeros del Este                                                 | 81–90                | Reales de La Vega                                               | |  |
|                     | Parciales: 23 - 24, 15 - 24, 26 - 19, 17 - 23                    |                      |                                                                 | |  |
|                     | Estadísticas Keith Appling 29 Orlando Sánchez 11 Elías Solimán 7 | Reporte Pts Reb Asts | Estadísticas 18 Austin Freeman 11 Darian Townes 7 Juan Coronado | Pabellón: Polideportivo Eleoncio Mercedes, La Romana, La Romana Árbitros: Joel Pérez, José Berroa y Ever Jiménez |  |

| 11 de julio de 2018 | Reales de La Vega                                           | 92–83                | Cañeros del Este                                                   | |  |
|                     | Parciales: 21 - 20, 24 - 20, 27 - 16, 20 - 27               |                      |                                                                    | |  |
|                     | Estadísticas Kelly Beidler 16 Antonio Peña 9 Antonio Peña 6 | Reporte Pts Reb Asts | Estadísticas 26 Keith Appling 11 Juan Pablo Montás 4 Keith Appling | Pabellón: Palacio de los Deportes Fernando Teruel, Concepción de La Vega, La Vega Árbitros: Roberto Mota, Raúl García y Willy Ripoll |  |

## Serie Final
Los horarios corresponden al huso horario de la República Dominicana, UTC-4.

### Partido 1
| 8 de agosto de 2018, 8:00 p. m. | Reales de La Vega                                                    | 80–85                | Cañeros del Este                                                         | |  |  |
|                                 | Parciales: 30 - 15, 21 - 20, 17 - 26, 12 - 24                        |                      |                                                                          | |  |  |
|                                 | Estadísticas Rigoberto Mendoza 16 Antonio Peña 6 Rigoberto Mendoza 5 | Reporte Pts Reb Asts | Estadísticas 18 B. Dawson y J. Araujo 13 Jonathan Araujo 5 Keith Appling | Pabellón: Palacio de los Deportes Fernando Teruel, Concepción de La Vega, La Vega Árbitros: Roberto Mota, Celestino Pérez y Paola Cuello |  |  |
| Cañeros lideran 1-0             |                                                                      |                      |                                                                          | |  |  |
|                                 |                                                                      |                      |                                                                          | |  |  |

### Partido 2
| 10 de agosto de 2018, 8:00 p. m. | Cañeros del Este                                                 | 71–89                | Reales de La Vega                                            | |  |  |
|                                  | Parciales: 19 - 23, 16 - 24, 22 - 14, 14 - 28                    |                      |                                                              | |  |  |
|                                  | Estadísticas Elías Solimán 26 Jonathan Araujo 13 Elías Solimán 8 | Reporte Pts Reb Asts | Estadísticas 19 Antonio Peña 8 Kelly Beidler 7 Gelvis Solano | Pabellón: Polideportivo Eleoncio Mercedes, La Romana, La Romana Árbitros: Reynaldo Mercedes, Raúl García y Carlos Cleto |  |  |
| Serie empatada 1-1               |                                                                  |                      |                                                              | |  |  |
|                                  |                                                                  |                      |                                                              | |  |  |

### Partido 3
| 12 de agosto de 2018, 6:00 p. m. | Reales de La Vega                                                   | 91–81                | Cañeros del Este                                                    | |  |  |
|                                  | Parciales: 28 - 19, 21 - 17, 16 - 21, 26 - 24                       |                      |                                                                     | |  |  |
|                                  | Estadísticas Gelvis Solano 23 Rigoberto Mendoza 10 Gelvis Solano 10 | Reporte Pts Reb Asts | Estadísticas 22 Jezreel De Jesús 12 Jonathan Araujo 6 Elías Solimán | Pabellón: Palacio de los Deportes Fernando Teruel, Concepción de La Vega, La Vega Árbitros: Ambiorix Cruz, Joel Pérez y Erick Martínez |  |  |
| Reales lideran 2-1               |                                                                     |                      |                                                                     | |  |  |
|                                  |                                                                     |                      |                                                                     | |  |  |

### Partido 4
| 15 de agosto de 2018, 8:00 p. m. | Cañeros del Este                                                 | 69–63                | Reales de La Vega                                                   | |  |  |
|                                  | Parciales: 15 - 19, 25 - 12, 14 - 14, 15 - 18                    |                      |                                                                     | |  |  |
|                                  | Estadísticas Keith Appling 21 Jonathan Araujo 12 Elías Solimán 5 | Reporte Pts Reb Asts | Estadísticas 17 Juan Coronado 10 Glen Rice, Jr. 6 Rigoberto Mendoza | Pabellón: Polideportivo Eleoncio Mercedes, La Romana, La Romana Árbitros: Roberto Mota, Daniel Asencio y Paola Cuello |  |  |
| Serie empatada 2-2               |                                                                  |                      |                                                                     | |  |  |
|                                  |                                                                  |                      |                                                                     | |  |  |

### Partido 5
| 17 de agosto de 2018, 8:00 p. m. | Reales de La Vega                                                  | 89–82                | Cañeros del Este                                                 | |  |  |
|                                  | Parciales: 23 - 19, 20 - 17, 26 - 27, 20 - 19                      |                      |                                                                  | |  |  |
|                                  | Estadísticas Gerard DeVaughn 33 Gerard DeVaughn 9 Glen Rice, Jr. 8 | Reporte Pts Reb Asts | Estadísticas 31 Keith Appling 12 Jonathan Araujo 5 Keith Appling | Pabellón: Palacio de los Deportes Fernando Teruel, Concepción de La Vega, La Vega Árbitros: Ambiorix Cruz, Joel Pérez y Carlos Cleto |  |  |
| Reales lideran 3-2               |                                                                    |                      |                                                                  | |  |  |
|                                  |                                                                    |                      |                                                                  | |  |  |

### Partido 6
| 19 de agosto de 2018, 6:00 p. m. | Cañeros del Este                                                          | 79–89                | Reales de La Vega                                                     | |  |  |
|                                  | Parciales: 20 - 18, 28 - 18, 15 - 32, 16 - 21                             |                      |                                                                       | |  |  |
|                                  | Estadísticas K. Appling y O. Sánchez 13 Orlando Sánchez 7 Elías Solimán 7 | Reporte Pts Reb Asts | Estadísticas 26 Gerard DeVaughn 10 Rigoberto Mendoza 10 Gelvis Solano | Pabellón: Polideportivo Eleoncio Mercedes, La Romana, La Romana Árbitros: Reynaldo Mercedes, Raúl García y Erick Martínez |  |  |
| Reales ganan la serie 4-2        |                                                                           |                      |                                                                       | |  |  |
|                                  |                                                                           |                      |                                                                       | |  |  |

## Rosters

### Reales de La Vega
| Reales de La Vega                | Reales de La Vega    | Reales de La Vega    | Reales de La Vega      |
| #                                | Nombre               | Nacionalidad         | Posición               |
| -------------------------------- | -------------------- | -------------------- | ---------------------- |
| 18                               | Juan Araujo          | República Dominicana | Delantero (3)          |
| 23                               | Reyson Beato         | República Dominicana | Escolta (2)            |
| 24                               | Kelly Beidler        | República Dominicana | Delantero (3)          |
| 15                               | Juan Coronado        | República Dominicana | Armador (1)            |
| 9                                | Gerard DeVaughn      | Estados Unidos       | Delantero de poder (4) |
| 6                                | Smailing Encarnación | República Dominicana | Delantero (3)          |
| 8                                | Víctor Martínez      | República Dominicana | Armador (1)            |
| 2                                | Rigoberto Mendoza    | República Dominicana | Escolta (2)            |
| 13                               | Franklin Milián      | República Dominicana | Escolta (2)            |
| 0                                | Antonio Peña         | Estados Unidos       | Delantero de poder (4) |
| 5                                | Glen Rice, Jr.       | Estados Unidos       | Delantero (3)          |
| 11                               | Adris Rodríguez      | República Dominicana | Delantero de poder (4) |
| 4                                | Gelvis Solano        | República Dominicana | Armador (1)            |
| Dirigente: José "Maita" Mercedes |                      |                      |                        |

### Cañeros del Este
| Cañeros del Este     | Cañeros del Este  | Cañeros del Este     | Cañeros del Este       |
| #                    | Nombre            | Nacionalidad         | Posición               |
| -------------------- | ----------------- | -------------------- | ---------------------- |
| 1                    | Keith Appling     | Estados Unidos       | Armador (1)            |
| 44                   | Enyer Araujo      | República Dominicana | Armador (1)            |
| 17                   | Jonathan Araujo   | República Dominicana | Centro (5)             |
| 13                   | Branden Dawson    | Estados Unidos       | Delantero de poder (4) |
| 18                   | Jezreel De Jesús  | Puerto Rico          | Armador (1)            |
| 3                    | Mauro Gil         | República Dominicana | Escolta (2)            |
| 6                    | Herbert Graham    | Estados Unidos       | Escolta (2)            |
| 24                   | Juan Pablo Montás | República Dominicana | Delantero (3)          |
| 26                   | Leo Reynoso       | República Dominicana | Escolta (2)            |
| 33                   | Orlando Sánchez   | República Dominicana | Delantero de poder (4) |
| 2                    | Raymer Santana    | República Dominicana | Armador (1)            |
| 5                    | Elías Solimán     | República Dominicana | Armador (1)            |
| 22                   | Yomar Thomas      | República Dominicana | Escolta (2)            |
| 7                    | Andy Williams     | República Dominicana | Escolta (2)            |
| Dirigente: Tony Ruiz |                   |                      |                        |

## Estadísticas

### Reales de La Vega
| Jugador              | PJ | PT | MPP  | TC%   | 3P%  | TL%   | RPP | APP | ROB | TPP | PPP  |
| -------------------- | -- | -- | ---- | ----- | ---- | ----- | --- | --- | --- | --- | ---- |
| Juan Araujo          | 3  | 0  | 6.4  | 71.4  | 0.0  | 0.0   | 1.7 | 0.0 | 0.0 | 0.0 | 3.3  |
| Reyson Beato         | 4  | 0  | 4.2  | 40.0  | 50.0 | 100.0 | 1.0 | 0.0 | 0.3 | 0.0 | 1.8  |
| Kelly Beidler        | 6  | 0  | 16.2 | 43.3  | 0.0  | 100.0 | 4.5 | 1.0 | 0.8 | 0.8 | 4.7  |
| Juan Coronado        | 6  | 6  | 31.8 | 36.8  | 27.3 | 77.8  | 2.8 | 4.3 | 1.5 | 0.0 | 9.7  |
| Gerard DeVaughn      | 6  | 6  | 28.1 | 67.6  | 50.0 | 73.7  | 5.8 | 0.3 | 0.2 | 1.2 | 17.8 |
| Smailing Encarnación | 1  | 0  | 0.5  | 0.0   | 0.0  | 0.0   | 0.0 | 0.0 | 0.0 | 0.0 | 0.0  |
| Víctor Martínez      | 2  | 0  | 2.2  | 0.0   | 0.0  | 0.0   | 0.0 | 0.0 | 0.0 | 0.5 | 0.0  |
| Rigoberto Mendoza    | 6  | 6  | 34.5 | 47.5  | 40.0 | 81.3  | 6.7 | 3.8 | 1.8 | 0.5 | 13.8 |
| Antonio Peña         | 6  | 6  | 28.6 | 50.0  | 42.3 | 67.9  | 5.7 | 3.3 | 0.7 | 0.2 | 14.3 |
| Glen Rice, Jr.       | 6  | 0  | 23.1 | 39.2  | 21.7 | 72.4  | 5.3 | 4.2 | 1.2 | 1.2 | 11.0 |
| Adris Rodríguez      | 2  | 0  | 4.1  | 100.0 | 0.0  | 50.0  | 1.5 | 0.5 | 0.0 | 0.0 | 1.5  |
| Gelvis Solano        | 6  | 6  | 29.5 | 42.6  | 22.7 | 66.7  | 4.0 | 6.7 | 1.0 | 0.3 | 8.8  |

### Cañeros del Este
| Jugador           | PJ | PT | MPP  | TC%  | 3P%  | TL%   | RPP  | APP | ROB | TPP | PPP  |
| ----------------- | -- | -- | ---- | ---- | ---- | ----- | ---- | --- | --- | --- | ---- |
| Keith Appling     | 5  | 5  | 30.6 | 42.0 | 29.4 | 80.8  | 3.8  | 2.8 | 2.2 | 0.2 | 16.8 |
| Enyer Araujo      | 1  | 0  | 1.3  | 0.0  | 0.0  | 0.0   | 0.0  | 0.0 | 0.0 | 0.0 | 0.0  |
| Jonathan Araujo   | 6  | 6  | 31.4 | 46.1 | 40.9 | 93.3  | 11.3 | 0.7 | 1.5 | 0.3 | 15.5 |
| Branden Dawson    | 3  | 3  | 31.8 | 50.0 | 50.0 | 50.0  | 10.3 | 1.0 | 2.3 | 2.3 | 16.7 |
| Jezreel De Jesús  | 4  | 4  | 29.4 | 43.5 | 30.0 | 50.0  | 1.5  | 2.0 | 2.3 | 0.0 | 11.8 |
| Mauro Gil         | 5  | 0  | 2.4  | 50.0 | 0.0  | 0.0   | 0.0  | 0.0 | 0.0 | 0.2 | 0.8  |
| Herbert Graham    | 5  | 0  | 9.1  | 35.0 | 37.5 | 100.0 | 0.6  | 0.8 | 0.0 | 0.0 | 4.2  |
| Juan Pablo Montás | 6  | 2  | 19.6 | 51.6 | 20.0 | 70.0  | 5.7  | 0.7 | 0.8 | 0.2 | 6.7  |
| Orlando Sánchez   | 6  | 5  | 25.6 | 41.2 | 20.0 | 71.4  | 4.8  | 1.5 | 0.5 | 0.5 | 5.8  |
| Elías Solimán     | 6  | 4  | 26.7 | 33.9 | 25.0 | 90.0  | 1.5  | 4.7 | 0.7 | 0.0 | 9.2  |
| Yomar Thomas      | 5  | 1  | 19.9 | 38.5 | 28.6 | 100.0 | 1.0  | 0.4 | 0.6 | 0.0 | 5.2  |
| Andy Williams     | 6  | 0  | 8.8  | 26.7 | 20.0 | 40.0  | 1.8  | 0.3 | 0.5 | 0.2 | 2.0  |